# L'École des facteurs
L'École des facteurs és una pel·lícula francesa de curtmetratge dirigida per Jacques Tati, estrenada el 1947. La pel·lícula va ser restaurada, estrenada el 2013.

## Argument
François, un carter, fa la seva volta per un poble: hi ha moltes aventures.

## Repartiment
- Jacques Tati : le carter.
- Paul Demange : el cap de l'agència postal.

## Anècdota
Aquest curtmetratge constitueix una mena d'esborrany del llargmetratge Dia de festa realitzat l'any següent.